# Chorebus buryaticus
Chorebus buryaticus är en stekelart som beskrevs av Vladimir Ivanovich Tobias 1998. Chorebus buryaticus ingår i släktet Chorebus och familjen bracksteklar. Inga underarter finns listade i Catalogue of Life.